# Кендъл Дженър
Кендъл Никол Дженър (на английски: Kendall Nicole Jenner) е американски модел и телевизионна звезда. За първи път Дженър се появява в телевизията в шоуто Keeping Up with the Kardashians.
Кендъл е част от нововъзникналото модно движение „Social Media Modelling“ от Harper's Bazaar и „ерата на Instagirl“ от Vogue. След като работи за рекламни кампании и се снима в различни фотосесии, моделът направи пробив през 2014, като позираше на подиумите на висшата мода по време на седмицата на модата в Ню Йорк, Милано и Париж.

## Ранен живот и семейство
Кендъл е родена в Лос Анджелис, Калифорния в семейството на бившия олимпийски десетобоец Брус Дженър (сега Кейтлин Дженър) и телевизионната личност Крис Дженър. Тя има по-малка сестра, Кайли и още осем роднини. От страна на баща си, Кендъл е полусестра на Бърт Дженър, Кейси Дженър, Брандън Дженър и Сам Дженър. От страна на майка си, тя е полусестра на Кортни, Ким, Клои и Роб Кардашиян. Кендъл посещава училище Sierra Canyon, като преминава в домашно обучение заедно със сестра си Кайли. Моделът завърша училище през 2014.

## Личен живот
През ноември 2013 Кендъл е виждана публично с певеца Хари Стайлс, което води до спекулации, че двамата се срещат. Въпреки това, моделът предпочита да запази личния си живот само за себе си.
През 2017 г. започва да се среща с рапъра Ейсап Роки.
Следващите ѝ връзки са с баскетболистите Бен Симънс (2018 – 2019) и Девин Букър (2020 – 2022).
От февруари до декември 2023 г. тя е във връзка с пуерториканския рапър Бед Бъни. От май до септември 2024 двойката поднови романса си.

### Мода
Дженър започва да се занимава с професията си, когато е на 14-годишна възраст, когато Wilhelmina Models подписва договор с нея на 12 юли 2009. Първата работа на Кендъл като модел е в кампанията на Rocker Babes With A Twist за Forever 21 през декември 2009 и януари 2010. Тя е включена в Teen Vogue Snapshot на 19 април 2010. През септември 2011 тръгва за Шери Хил по време на модната седмица на Mercedes-Benz. До края на 2012 Дженър беше на корицата на American Cheerleader, Teen Prom, Looks, Raine, GenLux, Flavour Magazine, GoGirl и австралийското Miss Vogue. Тя моделираше и за кампании на бански.
През април 2013 Дженър е на корицата на арабското Harper's Bazaar. На 21 ноември подписа договор с The Society Management. През пролетта на 2014 тя присъстваше на седмицата на модата в Ню Йорк, Лондон и Париж. През май 2014 моделът направи социалния си дебют на New York City Met Ball и на филмовия фестивал в Кан. През юни 2014 е включена в интервю и става част от кампанията на Givenchy. През юли 2014 Карл Лагерфелд избра Кендъл да позира в Париж за Chanel. През август тя е на корицата на списание LOVE, където беше представена като „момичето на сезона“ от главния редактор Кати Гранд. През септември Кендъл два пъти е на корицата на Teen Vogue.
През септември 2014 позираше в Ню Йорк за Donna Karan, Diane Von Furstenberg, Tommy Hilfiger и Marc Jacobs, в Милано за Fendi, Ports 1961, Bottega Veneta, Pucci и Dolce & Gabbana и в Париж за Sonia Rykiel, Balmain, Givenchy и Chanel. Дженър участва в тематично събитие за Chanel заедно с Жизел Бюндхен и Кара Делевин. През декември Дженър и Делевин позираха в Залцбург. На 15 ноември 2014 е обявена за новото лице на Estée Lauder. В рамките на три дни след обявяването, акаунта на кампанията инстаграм придоби 50 000 нови последователи. Кендъл е включена в реклама за спиралата Little Black Primer и парфюма Modern Muse Le Rouge. На 26 ноември 2014 тя е добавена в списъка топ 50 на моделите и е поставена на номер едно в списъка им в социалните мрежи: Дженър се класира под номер 1 като най-следваният модел във фейсбук и инстаграм и под номер 2 като най-следваният модел в туитър след Тайра Банкс. През декември 2014 Кендъл е обявена за втория най-търсен модел в гугъл в света.
През януари 2015 Дженър е на корицата на индонезийското Maire Claire. На 8 януари тя получава първата си самостоятелна работа пролетната кампания на Марк Йакобс. През същия месец е включена в кампания на Карл Лагерфелд и в шоу на Chanel за седмицата на модата в Париж. Кендъл позираше с есенно-зимната колекция на седмицата на модата в Ню Йорк, Лондон, Милано и Париж. През март 2015 тя подписа договор и стана новото лице на Calvin Klein Jeans. През април моделът се появи на кориците на Harper's Bazaar и GQ и е включена в кампанията на Fendi заедно с ангела на Виктория Сикретс Лили Доналдсън. През май Кендъл е обявена за новото лице на Penshoppe и участва в кампанията за очила на Карл Лагерфелд. През юни носеше пет различни тоалета, докато позираше на модното шоу Dosso Dossi в Анталия, Турция и се появи на корицата на китайското Vogue заедно с актьора Крис Ву. През юли сестрите Дженър са включени в кампанията на Balmain заедно с Джиджи и Бела Хадид и Джоан и Ерика Смолс. През същия месец моделът е включена в списание LOVE с Бела Хадид и Суки Уотърхаус.
През септември 2015 Дженър е на корицата на списание Vogue в Япония и Франция и позира в Ню Йорк за Живанши Диан фон Фюрстенберг, Марк Йакобс и Майкъл Корс. През октомври моделът прави своя дебют на седмицата на модата в Шанхай, но тя отменя ангажиментите си, за да посети боледуващата Ламар Одъм в Лас Вегас. При завръщането си към работата Дженър е включена във Vogue, във видео на Balmain за тяхната ноемврийска колекция и позираше заедно с Джордан Дън и Джиджи Хадид на модно шоу в Ню Йорк. Джон Пфайфър резервира място на Кендъл в шоуто на Виктория Сикрет за 3 ноември 2015. Шоуто бе записано в 69th Regiment Armory в Ню Йорк на 10 ноември и се очаква да се излъчи на 8 декември. Дженър заснема фотосесия по мотиви на „Алиса в страната на чудесата“. През декември Кендъл снима няколко рекламни клипове за календар на списание LOVE и за корицата на януарския брой на бразилското издание на списание Vogue за 2016. На 30 декември 2015 моделът пише в своя уебсайт, че е приета в болница поради изтощение и преумора.

### Личен брандинг
Дженър издава два лака за нокти – All Kendall-ed up и Kendall on the Katwalk. Сестрите Дженър спечелили $100 000 за всеки един от техните лакове. На 15 ноември 2012 сестрите Дженър показаха колекцията Kendall & Kylie, която стартира през февруари 2013. От обявяването на колекцията сестрите са пуснали няколко под-колекции на тази линия. През юли 2013 сестрите Дженър стартираха линия бижута. През февруари 2014 Кендъл и Кайли стартираха линия за чанти и обувки. На 13 октомври 2014 списание Time обявява сестрите Дженър за две от най-влиятелните тийнейджърки през 2014, заради своето значително влияние сред тийнейджърите в социалните мрежи. На 28 ноември 2014 редакторите на Dazed избраха Кендъл за най-креативната през 2015, като се нарежда на първо място в Dazed 100. Тя е на корицата на три подред списания и направи пародия на Mean Girls, за да отговори на своите хейтъри в мрежата. Слуховете за колекция на сестрите Дженър с Topshop бяха потвърдени на 3 февруари 2015. През септември 2015 Кендъл и сестрите ѝ издадоха личен блог с платени приложения с абонаменти. През същия месец моделът се класира на номер 16 в списъка на Forbes за 2015 за топ печеливши модели с годишен доход от $ 4 000 000. Тя промотира гласуването за Millennials, кампания на Rock The Vote.

### Водещ
Сестрите Дженър бяха домакини на Glee: The 3D Concert Movie в театъра Regency Village в Уестууд, Калифорния на 6 август 2011. Двете бяха домакини на премиерата на The Vow в Холивуд, Калифорния на 6 февруари 2012. Сестрите Дженър интервюират актьорския състав на „Игрите на глада“ на премиерата на филма в Лос Анджелис на 12 март 2012. Кендъл беше домакин на Billboard Music Awards през 2014. Сестрите Дженър бяха съ-организатори на Much Music Video Awards в Торонто, Канада на 15 юни 2014. Кендъл привлече огромно внимание заради неприличната рокля на Фаусто Пуглиси, която носеше на червения килим. Сестрите Дженър представиха представлението на Кание Уест на Billboard Music Awards на 17 май 2015.

### Актьорство
През 2010 участваше в клип на момчешката банда One Call заедно с Ашли Бенсън и Кевин Макхейл. През 2012 се появи като AJ в един от епизодите на „Хавай 5-0“. През 2014 Кендъл е озвучавала героинята Ягодка в The High Fructose Adventures of Annoying Orange. През август 2014 Дженър се появява в музикално видео на певицата PartyNextDoor заедно със сестра си и рапъра Дрейк.

### Писане
Списание Seventeen включва Кендъл и Кайли Дженър като модни звезди на 2011 и ги включват като модни посланици на списанието. През 2014 сестрите Дженър са съ-автори на новелата Rebels: City of Indra.

### Благотворителност
Кендъл направи свой акаунт в иБей, където наддава за стари дрехи, с цел да събере пари за детската болница в Лос Анджелис. Тя и сестрите ѝ използваха сайта, за да съберат пари за благотворителност през 2013. Дженър присъедини семейството си към благотворителна разпродажба на 10 ноември 2013. Събраните средства са дарени на „Сподели нашата сила: Не на детския глад“ и на фондацията Greater Los Angeles Fisher House. Кендъл и сестра ѝ Ким посетиха детската болница в Лос Анджелис на 24 декември 2013. Дженър присъедини сестра си Клое, Лил Туист и The Game към PINZ боулинг в Студио Сити, Калифорния за благотворителна игра на боулинг на 19 януари 2014. Събитието се проведе за набиране на средства за фондацията Робин Худ, като The Game обеща да дари един милион долара. Сестрите Дженър участваха в игрите на кикбал на Крис Браун в Глендейл, Калифорния на 19 юли 2014 и на 16 август 2014. На 14 февруари 2014 Кендъл се появява в магазин на Марк Йакобс в Ню Йорк Сити за стартирането на тринайсетото издание на списание LOVE. Моделът позира за продажбата на ограничен тираж тениски за повишаване на приходите за дизайнери срещу СПИН.

## Филмография

### Като себе си
| Година | Заглавие                          |
| ------ | --------------------------------- |
| 2007   | Keeping Up with the Kardashians   |
| 2008   | E! True Hollywood Story           |
| 2009   | Kourtney and Khloé Take Miami     |
| 2011   | Kourtney and Kim Take New York    |
| 2011   | Khloé & Lamar                     |
| 2012   | America's Next Top Model Cycle 18 |
| 2014   | Ridiculousness                    |
| 2014   | MuchMusic Video Awards            |
| 2015   | I Am Cait                         |

### Като актриса
| Година | Заглавие                                        | Роля          |
| ------ | ----------------------------------------------- | ------------- |
| 2012   | Hawaii Five-0                                   | ЕйДжей        |
| 2014   | The High Fructose Adventures of Annoying Orange | Ягодка (глас) |

## Награди и номинации
| Година | Категория                                  | Резултат   |
| ------ | ------------------------------------------ | ---------- |
| 2013   | Choice TV Reality Star: Female             | Печели     |
| 2014   | You're So Fancy                            | Номинирана |
| 2014   | Female Hottie                              | Номинирана |
| 2015   | Choice Model                               | Печели     |
| 2015   | Breakout Star: Women (Readers' Choice)     | Печели     |
| 2015   | Internet Video: Viral Video                | Печели     |
| 2015   | Social Media Star: Women (Industry Choice) | Номинирана |
| 2015   | Social Media Star: Women (Readers' Choice) | Печели     |
| 2015   | Model Of The Year: Women (Readers' Choice) | Номинирана |